# Cousinia vicaria
Cousinia vicaria là một loài thực vật có hoa trong họ Cúc. Loài này được Kult. mô tả khoa học đầu tiên năm 1923.